# Бах, Франц Иванович
Бах, Франц Иванович (19 октября 1885 — 23 мая 1942) — российский и советский немецкий писатель и поэт.

## Биография
Франц Бах родился в поволжском селе Граф (ныне село Крутояровка Советском районе Саратовской области) в 1885 году. Окончил начальную школу, потом обучался в Саратовской католической семинарии, но был оттуда исключён за антирелигиозные стихи. Затем переехал в Одессу, где работал помощником аптекаря. Во время Первой мировой войны воевал на Кавказе. Участвовал в Гражданской войне на стороне красных. После окончания войны посвятил себя журналистике и педагогике. Преподавал немецкий язык в Зельманском педтехникуме. Также сотрудничал в журнале «Унзере Виртшафт». Позже работал учителем в школе села Еленендорф (Азербайджанская ССР), был редактором газеты «Lenins Weg». Потом вернулся в Поволжье, где стал заниматься литературной деятельностью. 
20 ноября 1936 года был арестован, в 1938 году приговорён к 8 годам заключения по обвинению в антисоветской агитации. Умер в заключении в 1942 году. Реабилитирован (посмертно).

## Творчество
Первые произведения Франца Баха были опубликованы в начале XX века. Его перу принадлежат как прозаические, так и поэтические произведения. Среди них повести «Содом и Гоморра», «Деревенский философ», «К свету», цикл стихов «Die schwarze Internationale» (Чёрный Интернационал), поэмы «Штурм Перекопа», «Das Blutbad am Karaman» (Кровавая баня у Карамана). Отдельные произведения Баха напечатаны в сборниках «Красные бутоны», «Советская немецкая поэзия», «Песни борьбы немецких поэтов Поволжья» и журналах «Унзере Виртшафт», «Вольгадойчес Шульблат», «Дер Кемпфер».